# Pickering (North Yorkshire)
Pickering – miasto w hrabstwie North Yorkshire, w dystrykcie Ryedale, w Anglii, położone u wjazdu na teren parku narodowego North York Moors. Według legendy, miasto to założył król Peredurus około roku 270 p.n.e.
Najczęściej odwiedzane przez turystów miejsca to: miejscowy zamek Pickering Castle, zabytkowy skład kolejowy North Yorkshire Moors Railway oraz historyczne muzeum Beck Isle Museum.